# Davis Dresser
Davis Dresser, född 31 juli 1904 i Chicago, Illinois, död 4 februari 1977 i Santa Barbara, Kalifornien, var en amerikansk deckarförfattare som skrev under olika pseudonymer.
Han var först gift med Kathleen Rollins och gifte sedan om sig med den amerikanska kriminalförfattaren Helen McCloy.
Han är mest känd för serien om Mike Shayne.

## Pseudonymer
- Asa Baker
- Matthew Blood
- Kathryn Culver
- Don Davis
- Hal Debrett
- Anthony Scott
- Peter Field
- Anderson Wayne
- Brett Halliday